# Tomislav Haramustek
Tomislav Haramustek (Zabok, 17 luglio 1993) è un calciatore croato, difensore del Gaj Mače.

## Carriera

### Club
Il 7 luglio 2017 viene acquistato a titolo definitivo dalla squadra croata dell'Inter Zaprešić.